# Jeff Perry
Jeff Perry (Highland Park, Illinois, 16 de agosto de 1955) es un actor estadounidense. Es conocido como el inspector de Harvey Leek en Nash Bridges. Ha aparecido en varios episodios de Grey's Anatomy como Tatcher Grey el padre de Meredith Grey.

## Carrera
Perry se mudó a Los Ángeles en 1987 para seguir una carrera de cine y televisión. Quizás es conocido como el inspector de Harvey Leek en Nash Bridges. Ha aparecido en varios episodios de Grey's Anatomy como el padre de Meredith Grey. Tuvo un papel en Prison Break. También lo pudimos ver en CSI: Crime Scene Investigation durante un episodio.
En teatro intervino en The Caretaker (1986) de Harold Pinter, a las órdenes de John Malkovich y en el estreno de la exitosa Agosto (Condado de Osage) de Tracy Letts, en 2007.
Desde 2012 hasta 2018 formó parte del reparto de la serie Scandal, emitida por la cadena estadounidense ABC.

## Vida personal
Perry nació en Highland Park, Illinois, donde su padre era un maestro en Highland Park High School. Estuvo casado con la actriz Laurie Metcalf con quien tuvo una hija, la actriz Zoe Perry, pero luego se divorciaron. Actualmente está casado con la directora de casting de Grey's Anatomy, Linda Lowy, con quien tiene una hija llamada Leah.

## Filmografía
| - Remember My Name (1978) es Harry - A Wedding (1978) es Bunky Lemay - Say Goodnight, Gracie (1983) - Tales from the Hollywood Hills: Closed Set (1988) es Bud - Three Fugitives (1989) es Orderly Two - Family Ties es David Simmons (1 episodio, 1989) - Columbo: Murder, Smoke, and Shadows es Leonard Fisher (1989) - Roe vs. Wade (1989) - The Final Days (1989) es Staffer - The Grifters (1990) es Drunk - Shannon's Deal (1 episodio, 1990) - Equal Justice es ADA Warren (1 episode, 1990) - The Flash es Charlie (1 episode, 1990) - thirtysomething es David Hall (2 episodes, 1989-1991) - American Playhouse es Noah Joad (1 episode, 1991) - Brooklyn Bridge es Joel Jacobson (2 episodios, 1991) - Civil Wars (1 episode, 1991) - Hard Promises (1991) es Pinky - Life on the Edge (1992) es Ray Nelson - Storyville (1992) es Peter Dandridge - A Private Matter (1992) es Randall Everett - Casualties of Love: The Long Island Lolita Story (1993) es Amy's Attorney - Murder in the Heartland (1993) es Earl Heflin - L.A. Law es Jonah Burgee (3 episodes, 1993) - Naked Instinct (1993) es Frat Boy - Body of Evidence (1993) es Gabe | - Playmaker (1994) .... Allen - My So-Called Life es Richard Katimski (4 episodes, 1994-1995) - Kingfish: A Story of Huey P. Long (1995) es Earl Long - Chicago Hope es Gilbert Weeks (3 episodes, 1995) - American Gothic as Artie Healy (1 episode, 1996) - Into Thin Air: Death on Everest (1997) es Doug Hansen - Wild Things (1998) es Bryce Hunter - Lansky (1999) es American Lawyer - Nash Bridges es Insp. Harvey Leek (122 episodios, 1996-2001) - Frasier es John Clayton (1 episode, 2002) - NYPD Blue es Gordon Dillit (1 episode, 2003) - The Human Stain (2003) as Tennis Player - ER es Officer Mitch Palnick (1 episodio, 2003) - The District es Lemma (1 episode, 2003) - The West Wing es Burt Ganz (1 episode, 2003) - The Practice es Randy Markham (1 episodio, 2003) - Lost es Frank Duckett (1 episodio, 2005) - Law & Order: Trial by Jury es Andrew Soin (1 episodio, 2005) - Numb3rs es Morton Standbury (1 episodio, 2005) - Invasion es Terrence Gale (1 episode, 2005) - Close to Home es Uncle Bill (1 episodio, 2005) | - Cold Case es Eric Witt (1 episode, 2006) - Crossing Jordan es Kyle Everett (1 episode, 2006) - The Valley of Light (2007) es Taylor Bowers - Prison Break es Terrence Steadman (3 episodios, 2006-2007) - Raines as Harry Tucker (1 episodio, 2007) - The Last Supper: 13 Men of Courage'.' (2007) es Bartholomew - Side Order of Life es Reno (1 episodio, 2007) - American Dad! es Nicholas Dawson (2 episodios, 2007, 2017) - Diminished Capacity (2008) es Casey Dean - Saving Grace as Det. Walter Eckley (1 episodio, 2009) - Eleventh Hour es Doctor Mal Sheppard (1 episode, 2009) - Fringe es Joseph Slater (1 episodio, 2009) - CSI: NY es Judge (1 episodio, 2010) - CSI: Crime Scene Investigation as George Stark / (2 episodios, 2003-2010) - Outsourced" (1 episodio, 2010) - Grey's Anatomy es Thatcher Grey (15 episodes, 2006-2019) - Picture Paris (2011) es Keith - The Anniversary at Shallow Creek (2011) es Cashier - The Chicago Code as David Argyle (1 episode, 2011) - Scandal es Cyrus Beene (2012–2018) - Lizzie (2018) es Andrew Jennings - Trial by Fire (2018) es Hurst - Dirty John (2018) es Michael O'Neil - Inventing Anna (2022) es Lou |